# Giullian Yao Gioiello
Giullian Yao Gioiello, né le 24 septembre 1992 à New York, est un acteur et musicien américain. 
Il est connu pour avoir joué Gus, le bras-droit de Julie Andrews, dans la série pour enfant, En coulisse avec Julie, sortie le 17 mars 2017 sur Netflix. En 2016, il avait interprété le rôle de Kip dans Catfight. En 2014, il apparut dans la seconde saison de la série, The Carrie Diaries, jouant un personnage du nom de Scott.

## Vie personnelle et famille
Giullian est né et a grandi à New York. Lui et sa sœur, Lucia Gioiello, sont faux jumeaux. Il a été élevé par son père, un italo-américain venant du Bronx. Sa mère, Shu-Fen Yao (姚淑芬), est descendante d'une famille taïwanaise, et est la fondatrice de Century Contemporary Dance Company. Il est allé à l'école secondaire Fiorello H. LaGuardia à New York, et est diplômé de Tisch School of the Arts BFA par intérim à l'université de New York en 2014.

## Filmographie[8]

### Cinéma
| Année | Titre                  | Rôle            | Notes         |
| ----- | ---------------------- | --------------- | ------------- |
| 2012  | Social Studies         | Vern            | Court-métrage |
| 2013  | Fine Print             | Adam            | Court-métrage |
| 2013  | Into the Woods         | Joey            | Court-métrage |
| 2015  | Jack of the Red Hearts | Prep School Boy | Long-métrage  |
| 2016  | Miles                  | Brian           | Long-métrage  |
| 2016  | Catfight               | Kip             | Long-métrage  |

### Télévision
| Année | Titre                                       | Rôle       | Notes                     |
| ----- | ------------------------------------------- | ---------- | ------------------------- |
| 2014  | The Carrie Diaries                          | Scott      | 3 épisodes                |
| 2017  | Bull                                        | Lt. Chang  | Épisode : It's Classified |
| 2017  | En coulisse avec Julie                      | Gus        | Rôle régulier             |
| 2018  | Iron Fist                                   | BB         | Rôle secondaire           |
| 2019  | Scream: Resurrection                        | Manny      | Rôle récurrent 3 épisodes |
| 2019  | Souviens-toi, notre secret l'été dernier... | Jared Hale | Téléfilm                  |